# Pinacoteca dos Mestres Antigos

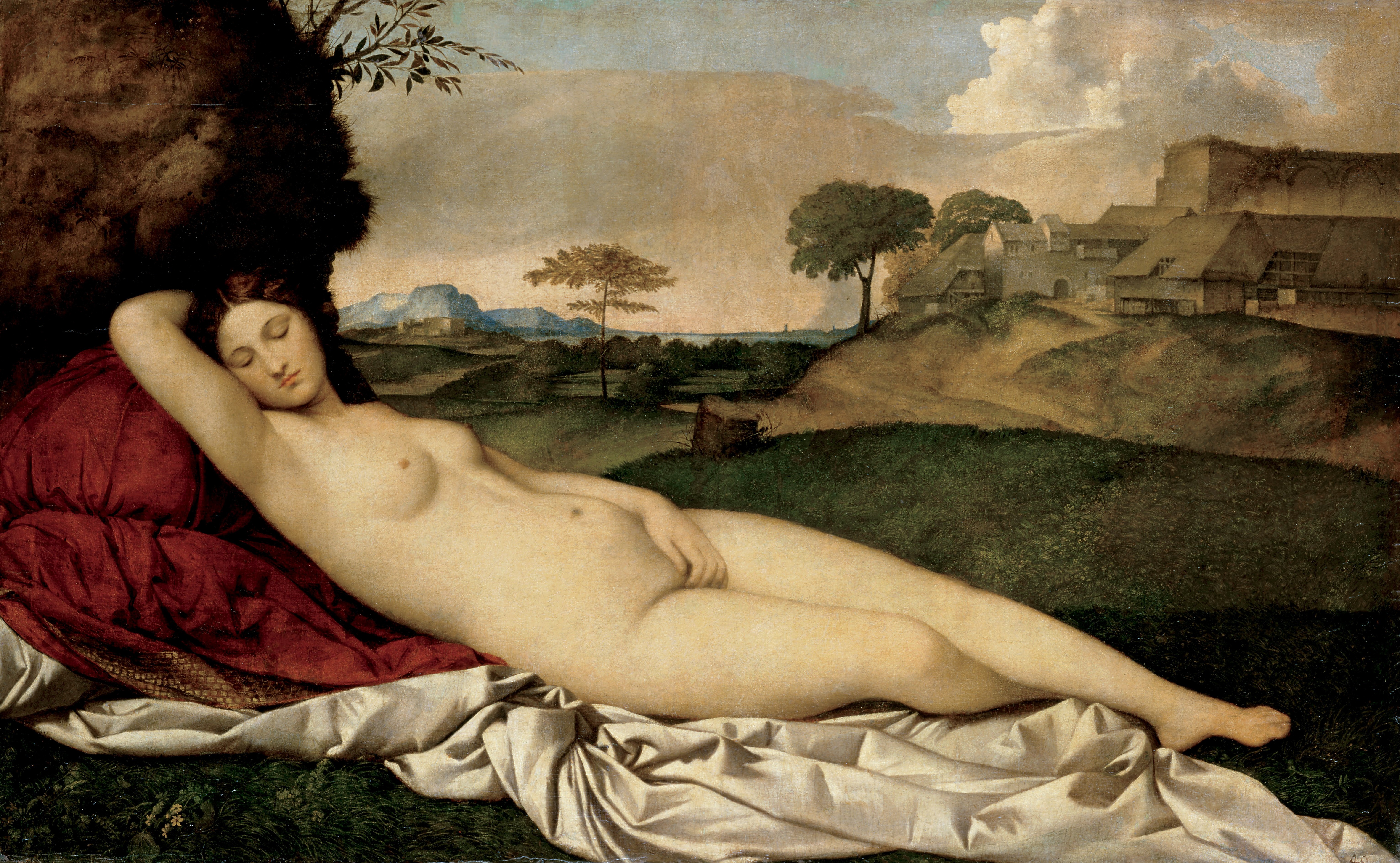
Giorgione: Vênus adormecida, c. 1510.

A Pinacoteca dos Mestres Antigos (Gemäldegalerie Alte Meister) é um importante museu de arte da Alemanha, localizado em Dresden e instalado na ala Gottfried Semper do palácio Zwinger. A Pinacoteca possui um magnífico acervo de cerca de 700 obras-primas da pintura antiga, e faz parte da Coleção Estatal de Arte de Dresden (Staatliche Kunstsammlungen Dresden). 

## O prédio
O Zwinger (Prisão) é uma mas mais significativas construções do Barroco alemão. Originalmente era uma fortaleza, e guardava as coleções de arte e a biblioteca do eleitorado, mas no reinado de Augusto, o Forte, o edifício foi destinado ao uso da corte. Matthäus Daniel Pöppelmann, Balthasar Permoser e Gottfried Semper realizaram reformas que lhe emprestaram o atual aspecto, com feérica decoração e o acréscimo de novas galerias. Além da Pinacoteca o Zwinger abriga também diversas outras coleções:
- A Coleção de Porcelanas (Porzellansammlung)
- O Salão da Matemática e da Física (Mathematisch-Physikalischer Salon)
- A Armaria (Rüstkammer)
- A Coleção de Esculturas (Skulpturensammlung)
- A Galeria dos Mestres Novos (Galerie Neue Meister)

O museu está aberto diariamente das 10:00 às 17:00. exceto segunda-feira.

## O acervo
O renome mundial da Pinacoteca se assenta não na quantidade, mas na qualidade das peças de seu acervo, que tem uma ênfase na pintura do Renascimento ao Barroco italiano e na arte flamenga e holandesa do século XVII. A pintura alemã, espanhola e francesa também estão belamente representadas.
A maior parte da coleção foi reunida num breve espaço de cinqüenta anos pelos reis Augusto, o Forte, e seu filho Augusto III, e em especial o último era um grande colecionador de gosto apurado, realizando muitas aquisições das quais se destaca a da coleção do Duque de Módena. Nesta época as obras estavam depositadas em Neumarkt, num antigo estábulo reformado. O curto período de formação do acervo principal tornou esta coleção extremamente coesa, oferecendo uma visão do colecionismo alemão no século XVIII.
A nova galeria que Semper projetou para receber este acervo foi erguida entre 1847 e 1855. Foi severamente danificada na II Guerra Mundial, mas as obras de arte já estavam seguras em outros depósitos, e depois da guerra seguiram para a União Soviética. Com o anúncio da devolução das obras pelo governo russo, foi decidida a reconstrução da galeria, reaberta ao público em 1960. Entre 1988 e 1992 foram realizadas renovações importantes em seus equipamentos expositivos, mas preservando a arquitetura original.
Dos mestres mais célebres expostos na Pinacoteca estão Botticelli, Dürer, Lucas Cranach, Rafael, Vermeer,Giorgione, Giambattista Pittoni, Ticiano, El Greco, Correggio, Canaletto, Rembrandt, Rubens, Ribera, Murillo, Poussin, Jordaens e Van Dyck. 

## Outras obras

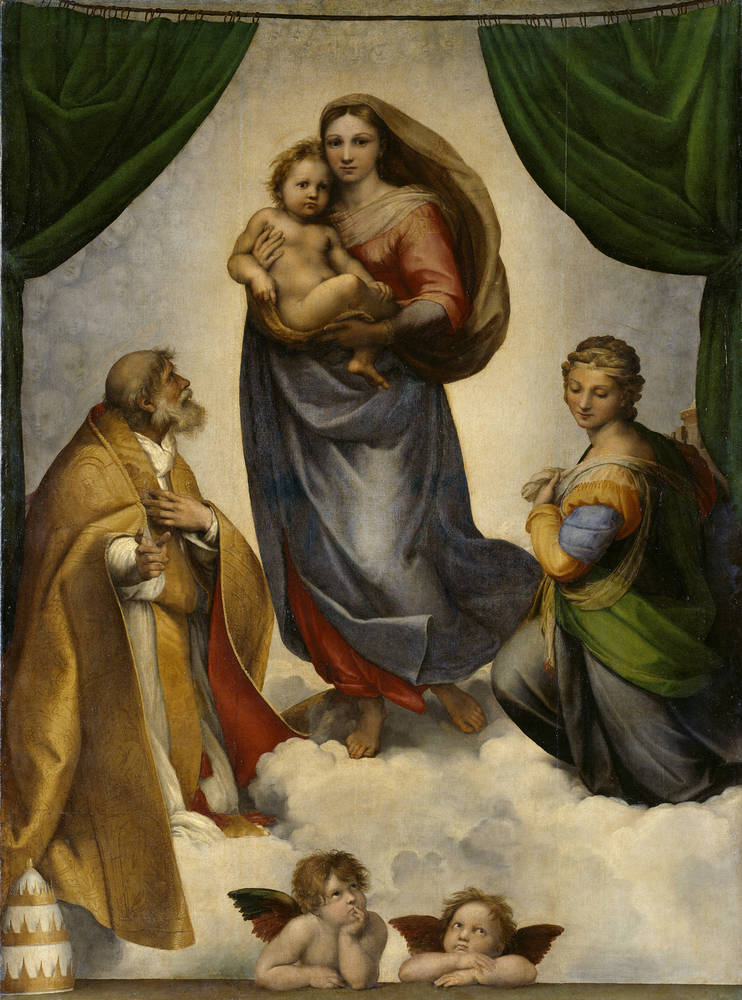
Rafael: Madonna Sistina, 1513-1514
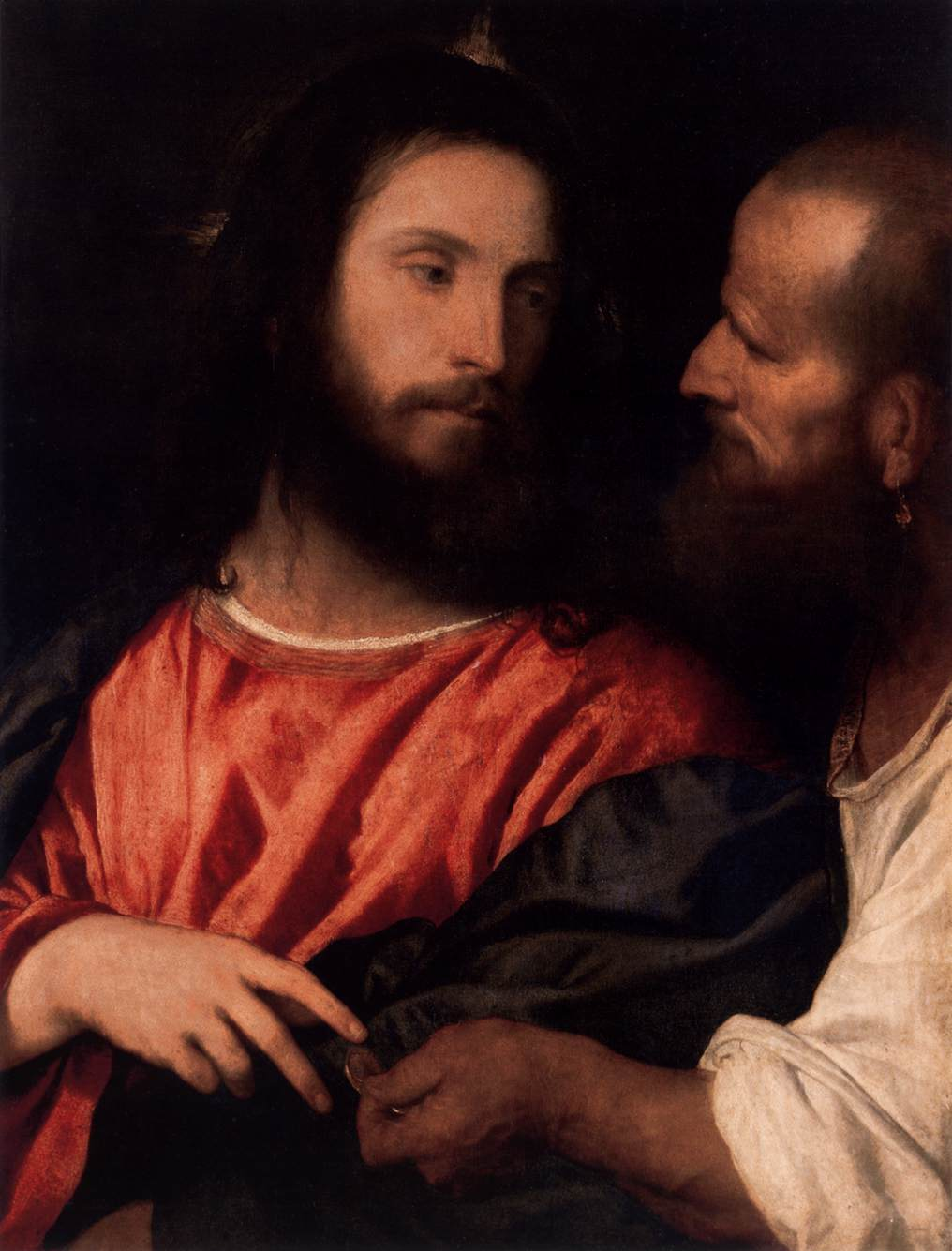
Ticiano: A traição, c. 1515
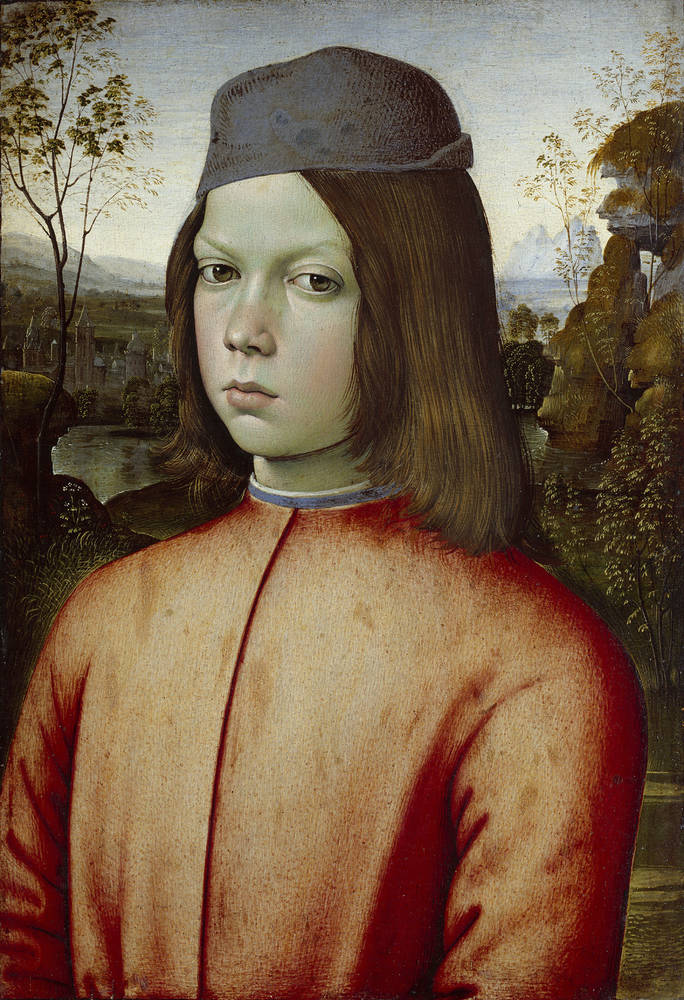
Pinturicchio: Retrato de menino, c. 1500
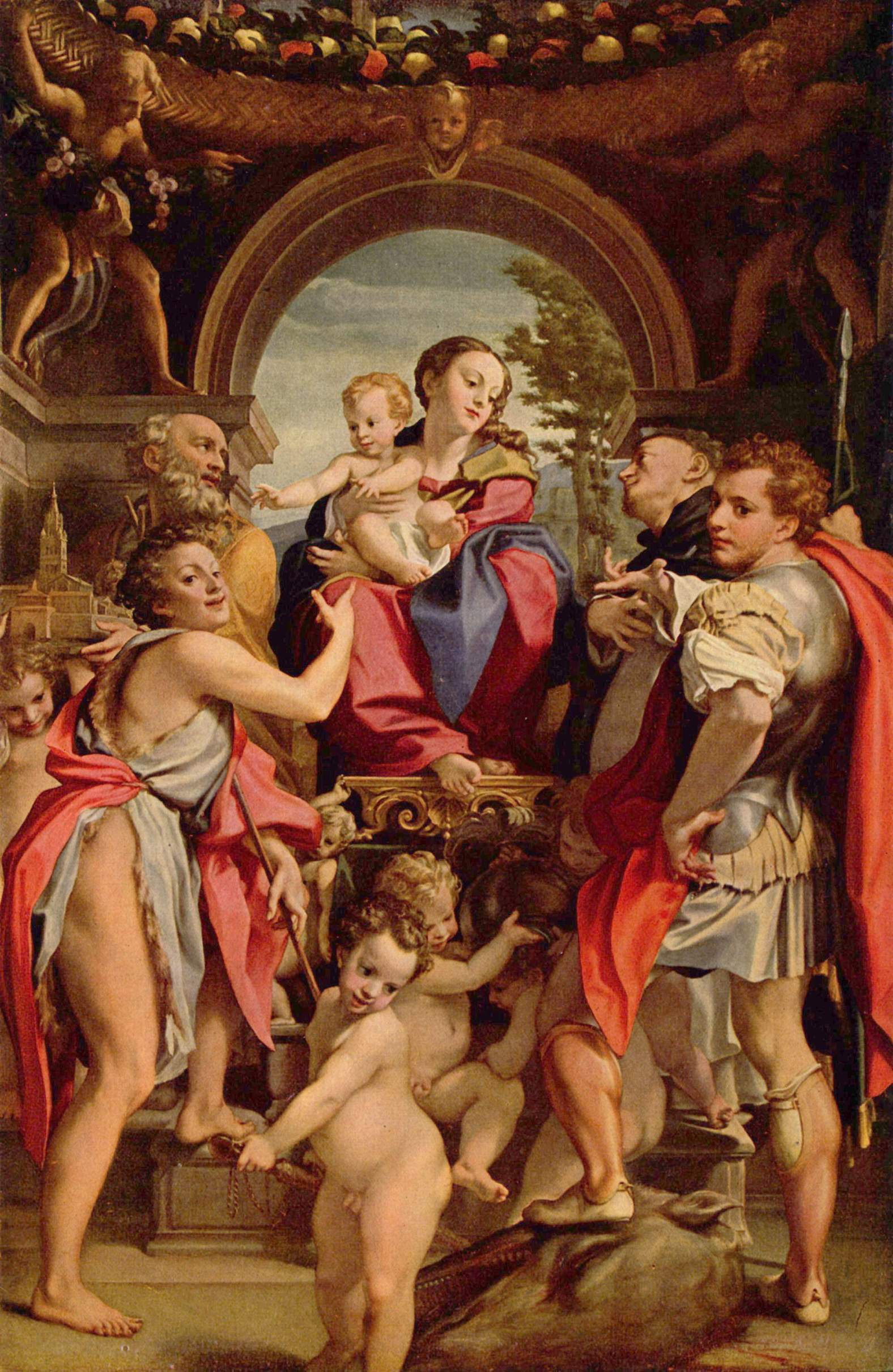
Correggio: Madonna de São Jorge, 1530-1532
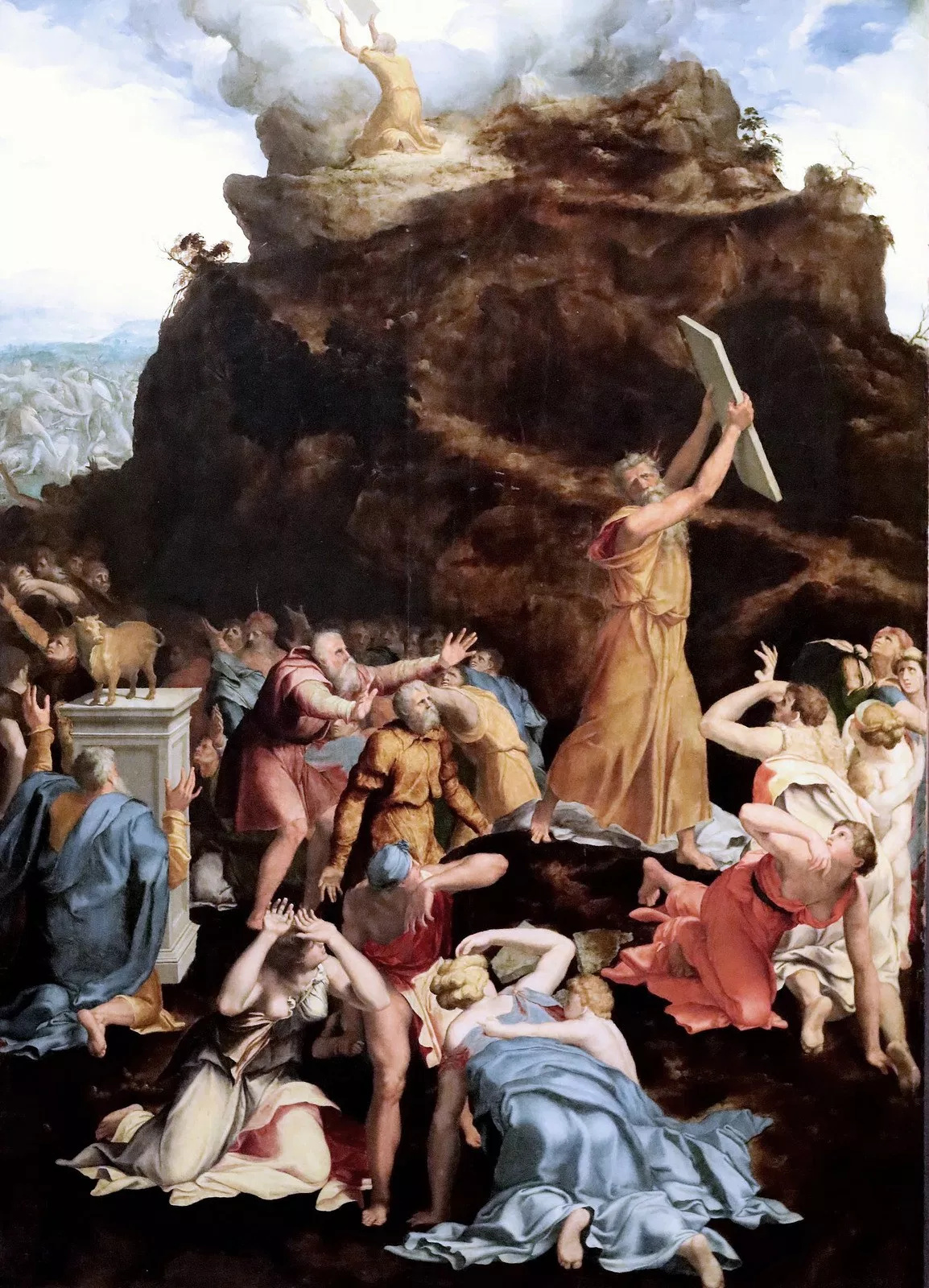
Daniele da Volterra: Moisés no Monte Sinai, c.1545-1555
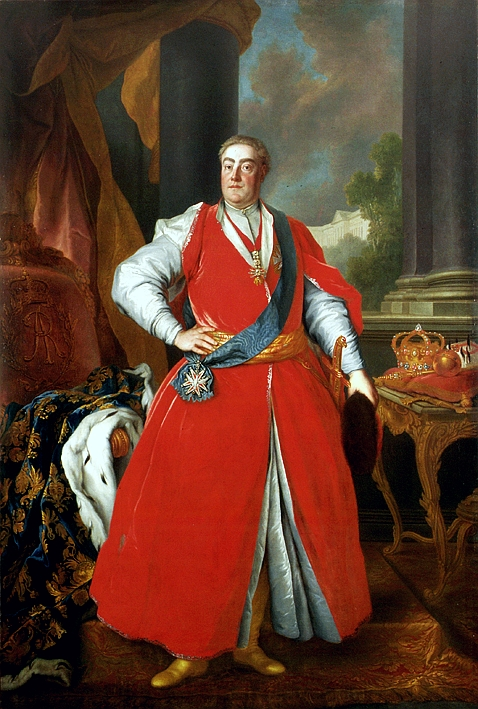
Louis de Silvestre: Retrato de Augusto III
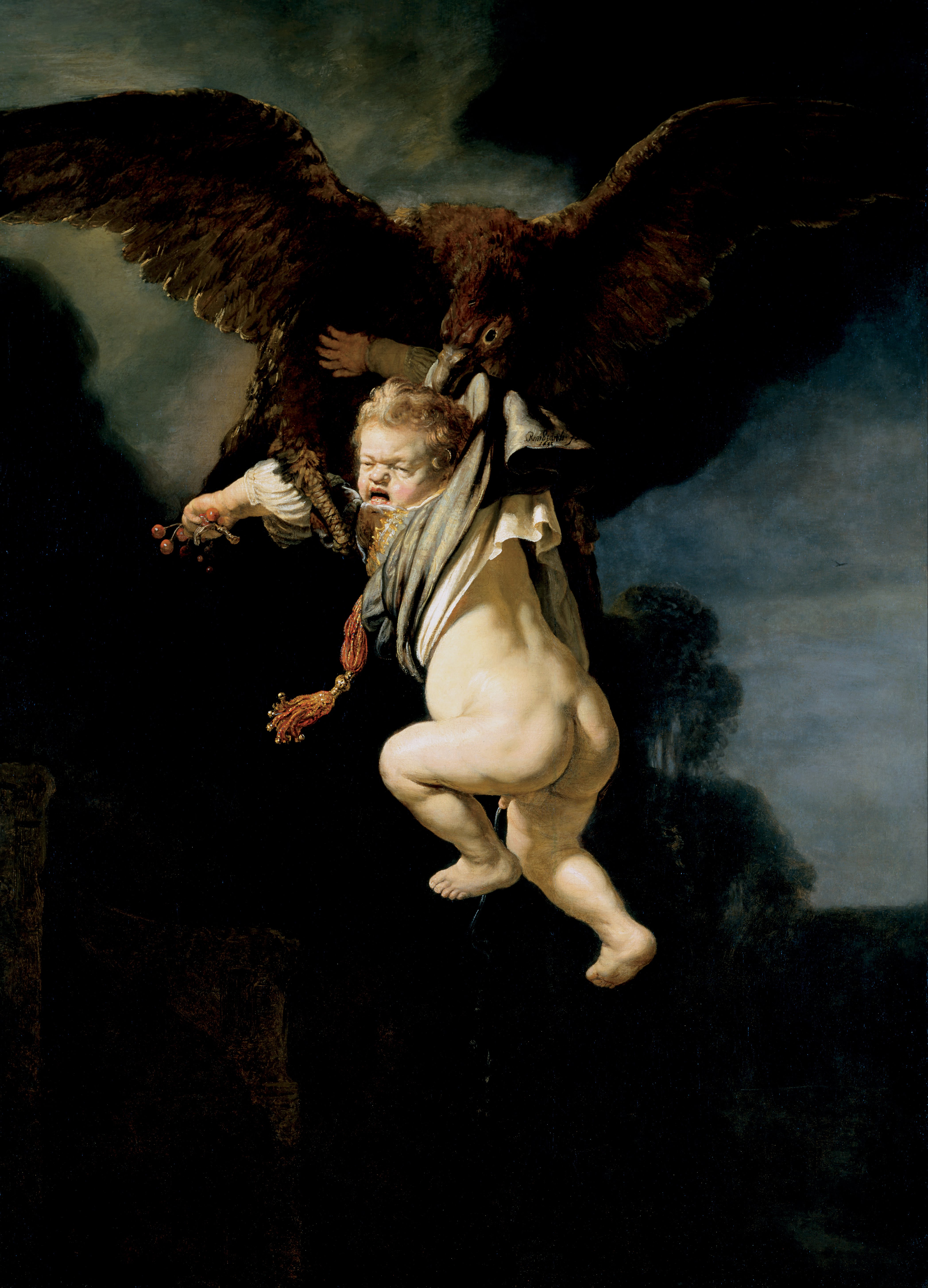
Rembrandt: O rapto de Ganimedes, 1635
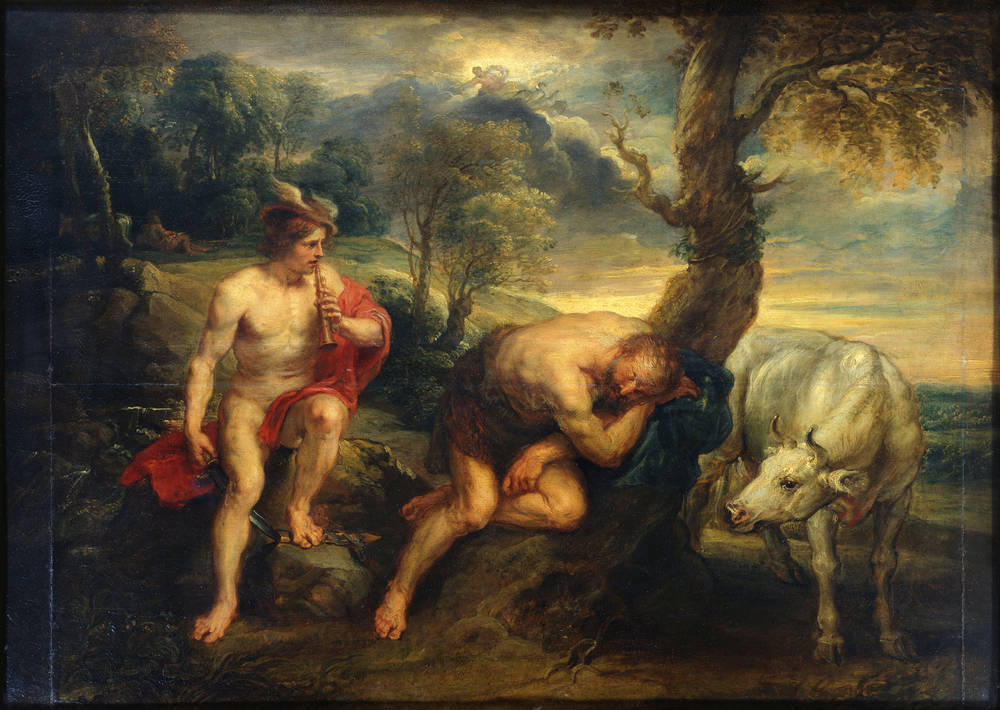
Rubens: Mercúrio e Argos, 1635-1638